# Johan van der Werff
Johan van der Werff (Werkendam, 23 juli 1974) is een voormalig Nederlands doelman die uitkwam voor Sparta Rotterdam, Dordrecht'90, FC Zwolle en FC Dordrecht. Van der Werff is hoofdtrainer van het eerste elftal van amateurclub VV Altena.

## Clubstatistieken
| Seizoen | Club             | Land      | Competitie     | Duels | Goals |
| ------- | ---------------- | --------- | -------------- | ----- | ----- |
| 1997/98 | Sparta Rotterdam | Nederland | Eredivisie     | 0     | 0     |
| 1998/99 | Sparta Rotterdam | Nederland | Eredivisie     | 0     | 0     |
| 1999/00 | Dordrecht'90     | Nederland | Eerste divisie | 32    | 0     |
| 2000/01 | FC Zwolle        | Nederland | Eerste divisie | 31    | 0     |
| 2001/02 | FC Zwolle        | Nederland | Eerste divisie | 33    | 0     |
| 2002/03 | FC Zwolle        | Nederland | Eredivisie     | 33    | 0     |
| 2003/04 | FC Zwolle        | Nederland | Eredivisie     | 33    | 0     |
| 2004/05 | FC Dordrecht     | Nederland | Eerste divisie | 11    | 0     |
| 2005/06 | FC Dordrecht     | Nederland | Eerste divisie | 38    | 0     |
| Totaal  | Totaal           | Totaal    | Totaal         | 211   | 0     |

## Erelijst
| Nationaal               |    |         |
| Kampioen Eerste Divisie | 1x | 2001/02 |